# Antidisturbios (serie de televisión)
Antidisturbios es una miniserie española de televisión, del género drama policíaco y suspenso, estrenada el 16 de octubre de 2020 en la plataforma de difusión de contenidos Movistar Plus+. Creada y coescrita por Isabel Peña y Rodrigo Sorogoyen, la serie gira en torno a un equipo de seis agentes de las Unidades de Intervención Policial que deben afrontar una acusación de homicidio por la muerte de un hombre durante una intervención de alto riesgo. En paralelo a las tensiones profesionales y las intrigas de sus superiores, la narración ahonda también en las circunstancias personales y familiares de los protagonistas.  
Su única temporada está dividida en seis capítulos, de una duración de aproximadamente 50 minutos. Previamente a su lanzamiento, el 30 de julio de 2020 se celebró su preestreno en el Festival de San Sebastián.

## Trama
Agosto de 2016. Un subgrupo de seis agentes de la policía antidisturbios (Raúl Arévalo, Hovik Keuchkerian, Álex García, Roberto Álamo, Raúl Prieto y Patrick Criado) deben llevar a cabo un difícil desahucio (referido en la jerga jurídico-policial como «lanzamiento») en una corrala del centro de Madrid. Debido a la fuerte resistencia de un numeroso grupo solidario de apoyo a los inquilinos, el jefe de la unidad solicita reiteradamente por radio refuerzos; a la vez, insta al secretario judicial a solicitar al juez la revisión o aplazamiento del operativo. Ninguna de sus peticiones es atendida y la situación se va volviendo más violenta hasta que uno de los vecinos, un inmigrante africano que apoyaba las protestas cae al vacío y muere. Una unidad de Asuntos Internos trata de esclarecer si el equipo de choque actuó con proporcionalidad o si, por el contrario, incurrió en algún tipo de responsabilidad penal.
La premura que se exige a nivel político para resolver el expediente y cerrar el caso parece que va a beneficiar a los agentes. Pero Laia (Vicky Luengo), la agente de Asuntos Internos más involucrada en la investigación, presiente que en el caso hay mucho más de lo que parece y continúa con las pesquisas. Así, descubre la existencia de un vídeo tomado por una vecina y que los policías implicados habían tratado de destruir durante los incidentes; el hallazgo dará un vuelco a las investigaciones y los hará sospechosos de homicidio imprudente.
El grupo busca una salida a la desesperada y contrata los servicios de un turbio exinspector de policía. La estrategia de este se basará en desacreditar a la víctima, un inmigrante senegalés, elaborando falsos antecedentes penales, y sobornar a periodistas corruptos para difundir el bulo para de ese modo predisponer a la opinión pública en contra de la víctima. 
Las investigaciones de Urquijo acaban confluyendo con otras a más alto nivel que se estaban desarrollando en la sombra y que estaban a punto de desenmascar una trama de corrupción urbanística con múltiples ramificaciones, algunas de ellas dentro de su propio departamento.

### Episodios
Los capítulos llevan como título el apellido de algún personaje del elenco principal. Con una duración de unos cincuenta minutos, todos están dirigidos por Sorogoyen, quien además contó, en las entregas tercera y cuarta, con la colaboración de Borja Soler.
1: «Osorio»
El subgrupo de policías antidisturbios Puma 93 acude a ejecutar el desahucio de una vivienda del centro de Madrid. Tras derribar la puerta, en su interior encuentran un grupo de unas treinta personas que se oponen al desalojo. Ante la tenaz resistencia, el jefe del comando antidisturbios, Osorio, solicita refuerzos, pero sin éxito. También propone al juez, a través de su secretario, posponer el procedimiento, pero este se reafirma en que hay que desalojar a todos los ocupantes. Ante las taxativas órdenes, los agentes, se ven obligados a ejercer la fuerza. El operativo se complica cuando, de resultas de una carga violenta, un vecino cae al vacío y queda muy malherido. Úbeda, al observar que una vecina está registrando el suceso, decide arrebatarle el teléfono y borrar la grabación. 
La Oficina de Asuntos Internos recibe el encargo de investigar los hechos para determinar si hubo proporcionalidad en la actuación policial o si, por el contrario, se cometieron excesos. 
2: «López»
La inspectora Laia Urquijo y Aitor Ziganda acuden a la corrala para interrogar a los vecinos. También han recibido autorización para pinchar los teléfonos de los agentes y rastrear su actividad en redes sociales de Internet; pero, al no encontrar contradicciones en sus declaraciones, el caso entra en punto muerto. El Jefe de la Policía convoca una rueda de prensa en la que exime oficialmente a las fuerzas del orden de cualquier responsabilidad, lo cual provoca una ola de manifestaciones de inmigrantes senegaleses indignados. En ese clima de disturbios callejeros, sale a la luz una copia de la grabación supuestamente borrada por el agente Úbeda durante el lanzamiento. La investigación da entonces un vuelco. 
3: «Revilla»
Ante las nuevas pruebas, los agentes son acusados por la fiscalía de homicidio con dolo eventual y destrucción de pruebas. Laia comienza a sospechar que detrás de la negativa del juez a suspender el desahucio se oculta algo más, así que empieza a obsesionarse con el caso, a pesar de las órdenes de su jefe directo, Moreno, de que desista. Paralelamente, los antidisturbios contactan a un abogado, Revilla, quien les propone un plan de acción de defensa que incluye difamar el senegalés fallecido. Los agentes coinciden en contratarlo, excepto Diego, que no se fía de él. Laia Urquijo contacta a Diego López para continuar con su investigación extraoficial sobre las causas del desahucio. Este primero se niega a colaborar, pero luego accede. 
4: «Úbeda»
Con la colaboración de Diego López, Laia Urquijo descubre que existe una conexión entre diferentes desahucios ordenados por el mismo juez: la posterior construcción de alojamientos turísticos con vinculaciones entre sí. Cuando Laia le informa de su investigación a Diana, la jefa de Moreno, esta le dice que debe investigar la conexión de los antidisturbios con Revilla, no así la línea de investigación de los alojamientos turísticos. Diana está implicada en el negocio junto con el Jefe de Policía, Cardois, con quien tiene una relación extramatrimonial. Moreno los está investigando y Laia ha estado a punto de arruinarle el trabajo.
5: «Parra»
Laia comienza a colaborar con la investigación que lleva Moreno con una jueza, sobre Diana y Cardois. La pesquisa conduce a Rosales, el tío del antidisturbios Parra, quien fue el responsable de recomendar la contratación de Revilla. Con el fin de continuar con esta línea, la jueza y Moreno convocan a Parra, quien se niega a colaborar por lealtad a su tío, quien le ha hecho un préstamo importante para la compra de un piso. En un operativo por un partido del Real Madrid, Úbeda es herido de gravedad por unos ultras franceses. La novia de Parra le anuncia que está embarazada.
6: «Urquijo»
Abre el capítulo una escena en retrospectiva. Al amanecer de un día cualquiera del pasado, una patera llega a una playa y un grupo de hombres desembarca en tierra firme y, con dificultades, se apresura a ganar el interior, la «tierra prometida». Uno de ellos es Yemi. 
Parra, tras el anuncio de que va a ser padre, decide asumir honestamente sus nuevas responsabilidades personales y denuncia a Rosales. Para tratar de sortear el sombrío panorama procesal que se le presenta, el denunciado accede a colaborar con los funcionarios de Asuntos Internos y grabar a los sospechosos. Para terminar a tiempo la transcripción de las escuchas, Laia se queda toda la noche en el piso franco. Al irse a dormir, irrumpen un grupo de hombres que la golpean y la dejan atada. Toda la información, incluidos los archivos informáticos, ha sido destruida. 
Laia sospecha de Revilla y se presenta en su casa. Tras una tensa conversación, llega a un acuerdo para salvar el caso, aunque a un precio muy alto para las convicciones éticas de la profesional Urquijo: revelarle información sensible sobre una inminente operación secreta de su propio departamento.

## Reparto
En los papeles principales se incluyen, además de la protagonista, cada uno de los seis agentes del grupo de intervención Puma 93. Entre los papeles secundarios cabe destacar otros personajes relacionados y que, en mayor o en menor medida, influyen a nivel profesional o personal con los personajes centrales. También intervienen en breves cameos el presentador Antonio García Ferreras y el contertulio radiotelevisivo Javier Aroca. Los creadores barajaron mencionar por su nombre al excomisario José Manuel Villarejo, en quien está inspirado el personaje de Revilla.
| - Vicky Luengo como Laia Urquijo - Raúl Arévalo como Diego López - Hovik Keuchkerian como Salvador Osorio - Álex García como Alexánder Parra - Roberto Álamo como José Antonio Úbeda - Raúl Prieto como Elías Bermejo - Patrick Criado como Rubén Murillo | - Tomás del Estal como Moreno - David Lorente como Rosales - Marta Poveda como Marian - Nico Romero como Aitor Ziganda - Iria del Río como Nuria - David Luque como Isaac del Amo - Mónica López como Diana - Paco Revilla como Revilla - Alfonso Bassave como Serna - Nacho Fresneda como Casals - María Romanillos como Lucía Osorio |

## Producción

### Origen
A Sorogoyen siempre le había fascinado la figura del agente antidisturbios: los límites del empleo de la fuerza en su profesión, cómo lidia con la violencia y cómo esta influye en su vida cotidiana, en su personalidad. Su coguionista, Isabel Peña, quiso también durante el proceso de escritura adentrarse en las motivaciones de estos profesionales, paradigma del villano ante la ciudadanía y cuya «materia prima» de trabajo es la violencia. Eduardo Villanueva completó el equipo de guionistas. Frente a este universo predominantemente masculino y de testosterona, tanto en la realidad como en la ficción, e inspirado en el personaje de Roberto Álamo en Que Dios nos perdone, los creadores quisieron contraponer una protagonista femenina, la tenaz agente Urquijo. Todos ellos han de lidiar con sus propios demonios, «con deseos, sueños, frustraciones y principios».
El 13 de mayo de 2019, Movistar+ anunció que estaba desarrollando una serie de thriller sobre la Unidad de Intervención Policial en España. Producida por The Lab Cinema y Caballo Films, se entregaría en 6 capítulos de 50 minutos de duración cada uno. Los creadores eran Rodrigo Sorogoyen e Isabel Peña, guionista habitual del director madrileño y con el que había trabajado en los libretos de Stockholm, Que Dios nos perdone y El reino.
Antes del rodaje, el equipo de la serie visitó con frecuencia los futuros escenarios, especialmente las instalaciones de la comisaría de Moratalaz (Madrid), sede de la I Unidad de Intervención Policial. Allí, los actores aprendieron a utilizar adecuadamente el escudo o a ponerse el traje. Uno de los policías reales inspiró una de las frases de la serie: aquella en la que López declara ante los interrogadores que una de las motivaciones de su trabajo es la de sentirse útil.

### Rodaje
El rodaje empezó en Madrid el 2 de septiembre de 2019 y se prolongó hasta finales de diciembre. Entre el equipo de la serie se incluyeron varios colaboradores habituales de Sorogoyen en sus largometrajes, como el compositor Olivier Arson, el director de arte Miguel Ángel Rebollo, el diseñador de sonido Aitor Berenguer, el montador Alberto del Campo y el director de fotografía Alejandro de Pablo. Todo el diseño de producción, desde el planteamiento de personajes y de tramas hasta el trabajo técnico tras las cámaras exigía una puesta en escena hiperrealista.
En los primeros capítulos primaban las secuencias de acción, con la cámara como un personaje más moviéndose a un ritmo frenético. Filmadas con cámara de mano y con lentes con gran angular, esas escenas incluyen primerísmos planos, picados y contrapicados, y complejos planos secuencia multitudinarios. La primera de ellas, la del desahucio, ha sido calificada como «un prodigio de manejo de la tensión y del espacio».
A nivel sonoro, Berenguer prescindió de colecciones o audios pregrabados y grabó frecuentemente con micrófonos ambisónicos, que registran los 360° del campo sonoro para lograr un sonido envolvente. El resultado es «un paisaje sonoro exclusivo»
A medida que avanzaba al serie, la cámara se fue distanciando y sus movimientos se hicieron mucho más suaves. El director había planificado el ritmo narrativo de modo que reflejara una evolución:

Me gustaba que el espectador en el capítulo uno fuera el antidisturbios. No puedes juzgarlos; eres tú cogiendo a esta gente y llevándotela fuera de sus casas. [...]  Una vez que has sido antidisturbios en el uno, en el dos y en el tres, sin darte cuenta dices: «Ya no soy el antidisturbios, ahora les (sic) estoy mirando desde más lejos; y ahora que me están invitando a juzgarles (sic), ahora ya no sé qué juzgar»...
R. Sorogoyen

### Montaje
En posproducción, Alberto del Campo, que había ganado un premio Goya por El reino, encabezó el equipo de montaje. Sorogoyen quería un ritmo «nervioso», sobre todo en los primeros capítulos. Ya en la sala de montaje, numerosas secuencias fueron editadas con la técnica del jump-cut, eliminando de una toma continua algunos fotogramas, que luego el espectador percibiría como un sutil corte o salto. Para los tramos finales el montaje es mucho más pausado.
La duración de la versión comercial final alcanza, entre los seis episodios, un total de 5 horas y 4 minutos.

## Estreno
El 23 de junio de 2020, Movistar+ presentó el primer teaser tráiler, y el 20 de agosto el tráiler oficial. Originalmente la serie se había programada para 2021, pero, con el lanzamiento del primer teaser, se decidió adelantar el estreno a otoño de 2020. El 30 de julio de 2020 se anunció que la serie se preestrenaría de forma completa y fuera de concurso en la sección oficial del Festival de San Sebastián, en el Auditorio Kursaal. El 20 de agosto de 2020, se anunció, junto con el lanzamiento del tráiler, que el estreno sería el 16 de octubre de 2020.

## Recepción
Desde su estreno, la serie cosechó criíticas mayoritariamente positivas, tanto en España como en otros países. Para Alfonso Rivera, del portal Cineuropa, Sorogoyen dirige con «nervios de acero y agallas», con un «ritmo frenético y una puesta en escena brutal, un thriller que partiendo de un caso de abuso de autoridad deriva «en un torbellino de violencia y corrupción».
Jonathan Romney, de Screen Daily, interpreta la serie como un drama de investigación que desentraña «las contradicciones de un grupo de hombres que podrían ser el paradigma de la masculinidad tóxica ibérica» frente a una profesional implacable que debe luchar contra un «sistema monolítico«.

## Reconocimientos
| Año  | Certamen                                  | Categoría                                                          | Nominado(s)                                                                  | Resultado | Ref.   |
| ---- | ----------------------------------------- | ------------------------------------------------------------------ | ---------------------------------------------------------------------------- | --------- | ------ |
| 2021 | Premios Forqué                            | Mejor Serie                                                        | Antidisturbios                                                               | Ganadora  | [ 18 ] |
| 2021 | Premios Forqué                            | Mejor Interpretación Masculina en Serie                            | Álex García Fernández                                                        | Nominado  | [ 18 ] |
| 2021 | Premios Forqué                            | Mejor Interpretación Masculina en Serie                            | Hovik Keuchkerian                                                            | Ganador   | [ 18 ] |
| 2021 | Premios Forqué                            | Mejor Interpretación Masculina en Serie                            | Raúl Arevalo                                                                 | Nominado  | [ 18 ] |
| 2021 | Premios Forqué                            | Mejor Interpretación Femenina en Serie                             | Vicky Luengo                                                                 | Nominada  | [ 18 ] |
| 2021 | Premios Feroz                             | Mejor Serie Dramática                                              | Antidisturbios                                                               | Ganadora  | [ 19 ] |
| 2021 | Premios Feroz                             | Mejor Interpretación Masculina en Serie                            | Raúl Arévalo                                                                 | Nominado  | [ 19 ] |
| 2021 | Premios Feroz                             | Mejor Interpretación Masculina en Serie                            | Álex García Fernández                                                        | Nominado  | [ 19 ] |
| 2021 | Premios Feroz                             | Mejor Interpretación Masculina en Serie                            | Hovik Keuchkerian                                                            | Ganador   | [ 19 ] |
| 2021 | Premios Feroz                             | Mejor Interpretación Femenina en Serie                             | Vicky Luengo                                                                 | Nominada  | [ 19 ] |
| 2021 | Premios Feroz                             | Mejor Actor de Reparto en Serie                                    | Patrick Criado                                                               | Ganador   | [ 19 ] |
| 2021 | Premios Platino                           | Mejor Miniserie o Teleserie Cinematográfica Iberoamericana         | Antidisturbios                                                               | Nominado  | [ 20 ] |
| 2021 | Premios Platino                           | Mejor Creador de Serie                                             | Rodrigo Sorogoyen e Isabel Peña                                              | Nominado  | [ 20 ] |
| 2021 | Premios Platino                           | Mejor Interpretación Masculina de reparto en Miniserie o Teleserie | Patrick Criado                                                               | Nominado  | [ 20 ] |
| 2021 | Premios Iris                              | Mejor Ficción                                                      | Antidisturbios                                                               | Ganadora  | [ 21 ] |
| 2021 | Premios Iris                              | Mejor Actor                                                        | Raúl Arevalo                                                                 | Ganador   | [ 21 ] |
| 2021 | Premios Iris                              | Mejor Actriz                                                       | Vicky Luengo                                                                 | Nominada  | [ 21 ] |
| 2021 | Premios Iris                              | Mejor Dirección                                                    | Rodrigo Sorogoyen                                                            | Ganador   | [ 21 ] |
| 2021 | Premios Iris                              | Mejor Guion                                                        | Rodrigo Sorogoyen, Isabel Peña y Eduardo Villanueva                          | Ganadores | [ 21 ] |
| 2021 | Premios Iris                              | Mejor Producción                                                   | Domingo Corral, Fran Araujo, Sofía Fábregas, Rodrigo Sorogoyen e Isabel Peña | Ganadores | [ 21 ] |
| 2021 | Festival Internacional de Cine de Almería | Mejor Miniserie                                                    | Antidisturbios                                                               | Ganadora  |        |
| 2021 | Festival Internacional de Cine de Almería | Mejor Actriz de Miniserie                                          | Vicky Luengo                                                                 | Nominada  |        |
| 2021 | Festival Internacional de Cine de Almería | Mejor Actor de Miniserie                                           | Álex García                                                                  | Nominado  |        |
| 2021 | Festival Internacional de Cine de Almería | Mejor Actor de Miniserie                                           | Hovik Keuchkerian                                                            | Ganador   |        |
| 2021 | Premios MiM Series                        | DAMA a la Mejor Miniserie o TV-movie                               | Antidisturbios                                                               | Ganadora  | [ 22 ] |
| 2021 | Premios MiM Series                        | MiM a la Mejor Interpretación Femenina de Drama                    | Vicky Luengo                                                                 | Ganadora  | [ 22 ] |
| 2021 | Premios MiM Series                        | MiM a la Mejor Interpretación Masculina de Drama                   | Hovik Keuchkerian                                                            | Ganador   | [ 22 ] |
| 2021 | Premios MiM Series                        | MiM a la Mejor Dirección                                           | Rodrigo Sorogoyen y Borja Soler                                              | Ganadores | [ 22 ] |
| 2021 | Premios MiM Series                        | MiM al Mejor Guion                                                 | Isabel Peña, Rodrigo Sorogoyen y Eduardo Villanueva                          | Nominados | [ 22 ] |